# Lonchocarpus spiciflorus
Lonchocarpus spiciflorus är en ärtväxtart som beskrevs av George Bentham. Lonchocarpus spiciflorus ingår i släktet Lonchocarpus och familjen ärtväxter. Inga underarter finns listade i Catalogue of Life.